# Андреевка (Тишковская сельская община)
Андре́евка (укр. Андріївка) — село в Тишковской сельской общине Новоукраинского района Кировоградской области Украины.
До 2020 года входило в Добровеличковский район
Население по переписи 2001 года составляло 313 человек. Почтовый индекс — 27014. Телефонный код — 5253. Занимает площадь 1,39 км². Код КОАТУУ — 3521786002.